# Koča Popović
Konstantin „Koča“ Popović (v srbské cyrilici Константин Коча Поповић), znám ovšem spíše jako Koča Popović (v srbské cyrilici Коча Поповић; 14. března 1908, Bělehrad – 20. října 1992, Bělehrad), byl jugoslávský komunistický politik původem ze Srbska. Účastnil se španělské občanské války a jugoslávského partyzánského boje. Byl také aktivní jako spisovatel a intelektuál.[zdroj?]

## Životopis

### Mládí
Jako jeden z mála jugoslávských komunistů byl Popović původem z majetné a společensky dobře postavené rodiny. Ta se v roce 1912 celá přestěhovala na nějakou dobu do Švýcarska, kde Popović navštěvoval klášterní školu. Hrál také na piáno a zpíval v chóru.[zdroj?]
Po návratu do Jugoslávie v roce 1921 studoval na gymnáziu. Později na důstojnické škole v Sarajevu a práva a filozofii studoval na pařížské Sorbonně. Ve Francii psal filmové kritiky pro časopis Paris Soir. Spolu s Vane Borem zveřejnil v časopise Revue Du Cinéma manifest Čovek od ukusa.
V roce 1933 vstoupil do jugoslávské komunistické strany (která tehdy působila v ilegalitě) a intenzivně se podílel na jejích aktivitách. To ho poprvé přivedlo do konfliktu s tehdejším režimem celkem několikrát. Popović byl poprvé zatčen už v roce 1933, spolu s Oskarem Davičem, či Đorđem Jovanovićem. Byl odsouzen a uvězněn v káznici v Sremské Mitrovici.
V 30. letech rozvíjel také svojí literární činnost. Polemizoval s jugoslávskými sociálně laděnými autory, a udržoval intenzivní komunikaci s bělehradskou skupinou surrealistů. V roce 1932 spolupracoval s Ústavem pro sociální výzkum ve Frankfurtu v Německu.
Jako dobrovolník odcestoval v roce 1937 do Španělska, kde se na dva roky zapojil do občanské války na straně republiky (v tzv. interbrigádě). V republikánské armádě získal hodnost poručíka. Dlouhou dobu také velel dělostřelecké divizi. Účastnil se bojů po celém území Španělska, včetně finální bitvy o Madrid. V závěru války přešel se skupinou bojovníků na území Francie, kde byl zatčen a vězněn (v táboře Saint Cuprien).
V září 1939 se vrátil do Jugoslávie a pokračoval v činnosti v komunistické straně. Stal se předsedou oblastního výboru strany pro Srbsko.

### Druhá světová válka
Na přelomu let 1940 a 1941 byl zatčen a uvězněn. V březnu 1941 ho jugoslávský královský režim teprve propustil. Po bleskovém útoku Německa a Bulharska na Jugoslávii v dubnu 1941 se Popović ocitl v řadách královské armády, avšak byl velmi rychle poblíž města Ivanjica na jihu Srbska zajat. Ze zajetí uprchl nedlouho poté a vrátil se ke komunistům. Účastnil se partyzánského povstání od jeho prvního dne, tedy 7. července 1941, kdy vypuklo v Beloj Crkvi, malém srbském městě u hranic s Rumunskem. V partyzánské armádě byl jmenován velitel Kosmajského a o několik dní později i posávského oddílu. Následně velel skupině oddílů v oblasti Šumadije.
Poté, co byla poražena Užická republika a došlo k definitivnímu rozkolu mezi komunistickými partyzány a zbytky monarchistické armády, Popović organizoval přesun partyzánského vojska nejprve do oblasti Sandžaku, a následně do Bosny.
V řadách partyzánských vojsk získal velení První proletářské úderné brigády; legendární jednotky o počtu až tisíc lidí, která pro komunisty rozhodla bojiště v jugoslávském válčišti.[zdroj?] Byl prvním velitelem této formace, a mezi partyzány si v této funkci získal značnou oblibu.[zdroj?] Brigáda postupovala Jugoslávií z Bosny Ruda směrem k Jaderskému moři; při své cestě však činila výpady do bližších, či vzdálenějších odboček (jakými byla např. i Bosenská krajina). Na své dlouhé cestě byla osvobozována různá města (Konjic, Livno, Teslić, Vlasenica, Zvornik…). Popović velel brigádě i během tzv. Igmanského pochodu, kdy v lednových dvacetistupňových mrazech přešli partyzáni přes pohoří Igman. Popovićovo velení skončilo 5. října 1943.
Účastnil se bitvy o Sutjesku. Nedlouho před ní vydal rozkaz stáhnout se z pozice (Foča – Kalinovik, což sice otevřelo partyzánskému vojsku potřebnou cestu směrem k Sutjesce, avšak vedlo k ohromným lidským ztrátám a také ztrátě spojení s partyzánským vrchním štábem. Za to velmi rychle stanul před vojenským soudem.
Koća Popović byl členem AVNOJe, účastnil se jak jeho prvního zasedání v Drvaru, tak i druhého v Jajci. Právě tam byl zvolen do předsednictva tohoto orgánu, ze kterého se postupně po skončení druhé světové války stal nový jugoslávský parlament. Zasedal jak v Dočasné skupštině Jugoslávie (Privremena skupština), tak v Ústavodárném shromáždění (Ustavodarna skupština).
1. května 1943 získal hodnost plukovník a o několik dní později pak i generála, nedlouho poté, co byly v jugoslávské partyzánské armádě zavedeny vojenské hodnosti. V roce 1944 se stal náčelníkem Generálního štábu partyzánských jednotek pro Srbsko. Začátkem roku 1945, kdy již bylo (i za pomoci Rudé armády) Srbsko osvobozeno od německých fašistů, bojovala II. armáda pod vedením Koči Popoviće v oblasti severovýchodní Bosny a postupovala směrem na Záhřeb a do Slovinska.

### Poválečné období
V rodící se komunistické Jugoslávii po válce zastával četné politické posty. Byl jedním z prvních členů Ústředního výboru Svazu komunistů Srbska. V letech 1948 – 1953 byl náčelníkem jugoslávského generálního štábu. Po něm ho vystřídal jiný partyzánský generál Peka Dapčević.
Kromě toho zastával také funkci ministra zahraničí (oficiálně Svazového sekretáře pro zahraniční záležitosti, a to v letech 1953 – 1965). V období rozkolu Tita se Stalinem vyjednával možné formy spolupráce Jugoslávie se západními zeměmi, včetně modernizace Jugoslávské lidové armády.[zdroj?] Přelom 50. a 60. let, kdy byl Popović ministrem zahraničí, byl obdobím různě se měnících a vyvíjejících jugoslávsko-sovětských vztahů, které procházely teplejšími a chladnějšími fázemi. Popović se – jako politik věrný Josipu Brozu Titu a jeho politice neúčastněnosti – přirozeně obával rizika vzrůstajícího vlivu Sovětského svazu. Za jeden z momentů demonstrace sovětské síly považoval zkušební atomový výbuch v době první konference Hnutí nezúčastněných zemí v Bělehradě (1. – 6. září 1961 – v Semipalatinsku v té době odpálili Sověti hned tři atomové pumy.
Koča Popović byl rovněž i členem Svazové výkonné rady, či vedoucím jugoslávské delegace při OSN.
V roce 1966 byl Popović zvolen za člena Předsednictva ÚV SKJ (na 6. kongresu SKJ). Do stejného postu byl zvolen i na 7. a 8. kongresu.
Po událostech, spojených s Chorvatským jarem a změnou vnitropolitické situace v SR Srbsko (tzn. porážka liberálního politického proudu) se rozhodl stáhnout se z aktivní politiky. Až do své smrti v roce 1992 pak žil v Bělehradě, často trávil letní měsíce v Dubrovníku.[zdroj?]
V letech 1966 – 1982 byl členem Svazového výboru SUBNORu (partyzánské veteránské organizace).
Na pohřbu Josipa Broze Tita jako jeden z několika jeho blízkých spolupracovníků nesl jeho rakev.

### Rozpad Jugoslávie

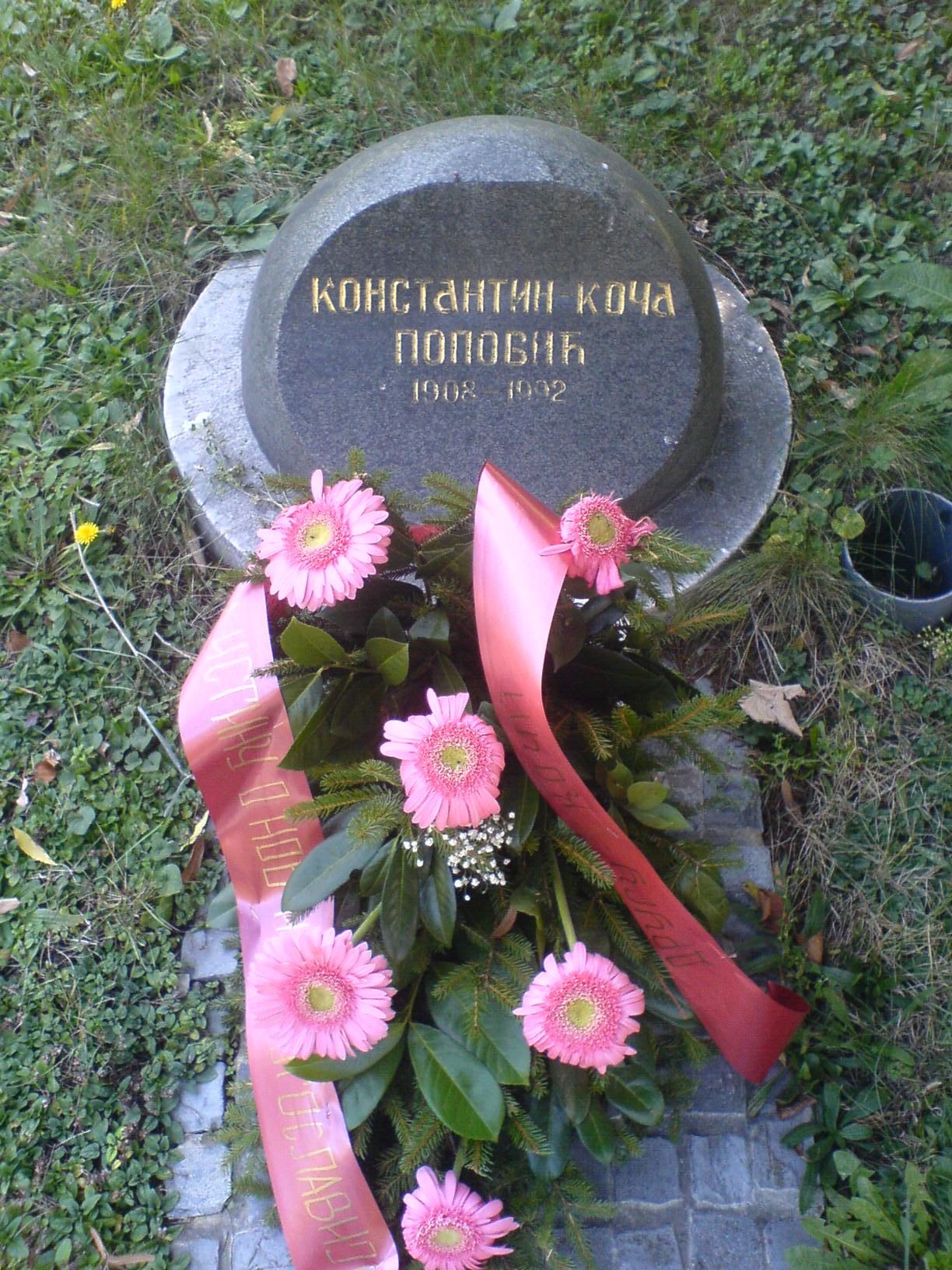
Hrob Koći Popoviće

Nedlouho před rozpadem SFRJ se rozhodl opět promluvit do politické diskuze v zemi. Vyslovil se za mírumilovné řešení jugoslávské krize a nedlouho po Mítinku pravdy v Lublani obvinil deník Politika z antislovinské kampaně. Zaslal několik dopisů nejvýznamnějším srbským sdělovacím prostředkům v SFRJ (Borba, NIN, Politika, Nedelja). Slobodana Miloševiće považoval za politika nepříliš vzdáleného od Franjo Tuđmana[zdroj?], především proto, že oba spoléhají na sílu a propagandu a tvrdě potírají jakoukoliv opozici. Rovněž se velmi negativně vyjadřoval o tehdejším prezidentovi země a spisovateli Dobrici Ćosićovi.
Koča Popović zemřel 20. října 1992 v Bělehradě. Vzhledem k tomu, že se nacházel v dlouhodobém konfliktu s vedením jugoslávské armády, konal se jeho pohřeb jen v rodinném kruhu.

## Literární činnost
Popović se s osobnostmi literárního světa setkal během svého pobytu v Paříži. 30. léta 20. století byla obdobím, kdy se jak ve Francii, tak i v Jugoslávii transformoval levicový surrealistický proud v literaturu sociálně orientovanou. Obě skupiny byly značně propojené a Popović s nimi udržoval četné kontakty.
Spolu s Markem Ristićem např. zveřejnil manifest Nacrt za jednu fenomenologiju iracionalnog a přispíval i do literárního časopisu Nadrealizam danas i ovde (Surrealismus dnes a tady). Spolu s Ristićem, Borem a Miroslavem Krležou psal do bělehradského časopisu Danas.
Až do začátku války se věnoval kromě politické i činnosti literární.
O svých zážitcích z druhé světové války sepsal knihu Beleške uz ratovanje (Poznámky k válčení). Vedl deník bojů První proletářské brigády (Dnevnik o ratnom putu Prve proleterske brigade), díky němuž je dobře zachyceno, jak boje této partyzánské formace probíhaly.
Své komentáře k společensko-politické situaci v Jugoslávii před jejím rozpadem pojmenoval názvem Tři upozornění Koči Popoviće (Tri upozorenja Koče Popovića).

## Politická orientace
Již v mládí začal inklinovat k marxismu. Odmítl nacionalismus a později se proto nikdy nepovažoval za Srba, ale za Jugoslávce. Po celý svůj život ostře odmítal nacionalismus, a to jak v podobě, kterou viděl v procesu tzv. Chorvatského jara, tak i Miloševićovy „protibyrokratické revoluce“. Odsoudil nacionalismus jako nejnižší formu společenského vědomí.
Blízce spolupracoval s Josipem Brozem Titem a byl mu věrný i během roztržky mezi Titem a Stalinem.